# Fortune (programma)
Fortune is een programma dat vaak op Unixachtige computers is geïnstalleerd en ten doel heeft een willekeurige tekst uit een database naar de terminal te sturen, ter vermaak van de lezer. Aan het programma hebben vele mensen meegewerkt, zonder hun namen na te laten. In de Unixwereld zijn inmiddels vele databases met diverse selecties in omloop.
Bekende onderwerpen zijn:
- Startrek, Starwars, The Hitchhikers Guide to the Galaxy.
- gedichten en citaten en aforismen van onder meer Dorothy Parker, Ambrose Bierce en de Bastard Operator From Hell
- nerd-humor over computers, die voor buitenstaanders nauwelijks te volgen is.
- Nepberichten zoals "This fortune intentionally left blank", of "This terminal will be back in five minutes"
- Zippy the Pinhead, een onzin uitkramend Amerikaans stripfiguur.

De fortunes zoals de citaten genoemd worden zijn onderverdeeld in verschillende categorieën, waarbij de mogelijk kwetsende fortunes alleen geselecteerd worden als dat expliciet met -o (van offensive, kwetsend) wordt aangegeven.
I'm mentally OVERDRAWN!  What's that SIGNPOST up ahead?  Where's ROD STERLING when you really need him?— Zippy the Pinhead
What is the status of Linux Unicode implementation. Will Linux be prepared for the first contact? 
We have full klingon console support just in case— Alan Cox on linux-kernel